# Cao Lu
Cao Lu, (chinois : 曹璐 ; pinyin : Cáo Lù) née le 30 août 1987 à Zhangjiajie, est une chanteuse et actrice chinoise. Elle est membre du girl groupe, Fiestar,.